# Netcong
Netcong és una població dels Estats Units a l'estat de Nova Jersey. Segons el cens del 2007 tenia 3.241 habitants.

## Demografia
Segons el cens del 2000, Netcong tenia 2.580 habitants, 1.008 habitatges, i 681 famílies. La densitat de població era de 1.185,9 habitants/km².
Dels 1.008 habitatges en un 30,5% hi vivien nens de menys de 18 anys, en un 50,3% hi vivien parelles casades, en un 11,8% dones solteres, i en un 32,4% no eren unitats familiars. En el 26,3% dels habitatges hi vivien persones soles el 9,6% de les quals corresponia a persones de 65 anys o més que vivien soles. El nombre mitjà de persones vivint en cada habitatge era de 2,56 i el nombre mitjà de persones que vivien en cada família era de 3,1.
Per edats la població es repartia de la següent manera: un 23% tenia menys de 18 anys, un 7,2% entre 18 i 24, un 32,7% entre 25 i 44, un 22,5% de 45 a 60 i un 14,6% 65 anys o més.
L'edat mediana era de 38 anys. Per cada 100 dones de 18 o més anys hi havia 92,5 homes.
La renda mediana per habitatge era de 55.000 $ i la renda mediana per família de 65.833 $. Els homes tenien una renda mediana de 42.179 $ mentre que les dones 36.458 $. La renda per capita de la població era de 23.472 $. Aproximadament el 2,5% de les famílies i el 3,1% de la població estaven per davall del llindar de pobresa.

## Poblacions més properes
El següent diagrama mostra les poblacions més properes.